# Zygophylax sibogae
Zygophylax sibogae is een hydroïdpoliep uit de familie Lafoeidae. De poliep komt uit het geslacht Zygophylax. Zygophylax sibogae werd in 1918 voor het eerst wetenschappelijk beschreven door Billard. 